# N11号码

标准美国道路标志，提醒司机和乘客9-1-1服务

N11号码（N11 code）是指在北美电话区号计划三位数字方便接通至特定服务的电话号码。

标准美国道路标志，提醒司机和乘客5-1-1服务

以下是各号码的用途：
- 2-1-1：社区服务和信息
- 3-1-1：市政服务，非紧急号码
- 4-1-1：查号台（英语：Directory assistance）
- 5-1-1：交通信息（英语：Traffic information）或警方非紧急服务
- 6-1-1：电信公司客户服务及报修
- 7-1-1：听觉障碍者专用通信服务（英语：Telecommunications devices for the deaf）（TDD）以及听觉障碍者专用电信中继服务（英语：Telecommunications Relay Service）
- 8-1-1：公用事业地底管道位置（美国）；[1]非紧急健康信息及服务（加拿大）
- 9-1-1：紧急服务（警察、消防、急救/搜救服务）

（4-1-1和6-1-1在美国境内十分常用但并未由联邦通信委员会正式分配）
根据区号分配方案，这八个号码使得将近8百万电话号码无法分配（从N11-NXX-0000到N11-NXX-9999，排除部分NXX组合）。根据美国和加拿大法律，9-1-1号码是强制启用的，其他服务的提供情况根据区域不同各异。另外美国法律还强制必须提供7-1-1服务。